# Lycée classique d'Abidjan
Le lycée classique d’Abidjan (LCA) est un établissement secondaire public ivoirien situé dans la commune de Cocody. Ce lycée réputé dans toute la Côte d’Ivoire voire dans la sous-région pour la qualité de l’enseignement et le niveau des élèves fait partie des lycées d'excellence au même titre que l’ École militaire préparatoire technique (EMPT) de Bingerville, le lycée Sainte-Marie d'Abidjan et le lycée scientifique de Yamoussoukro.

## Histoire

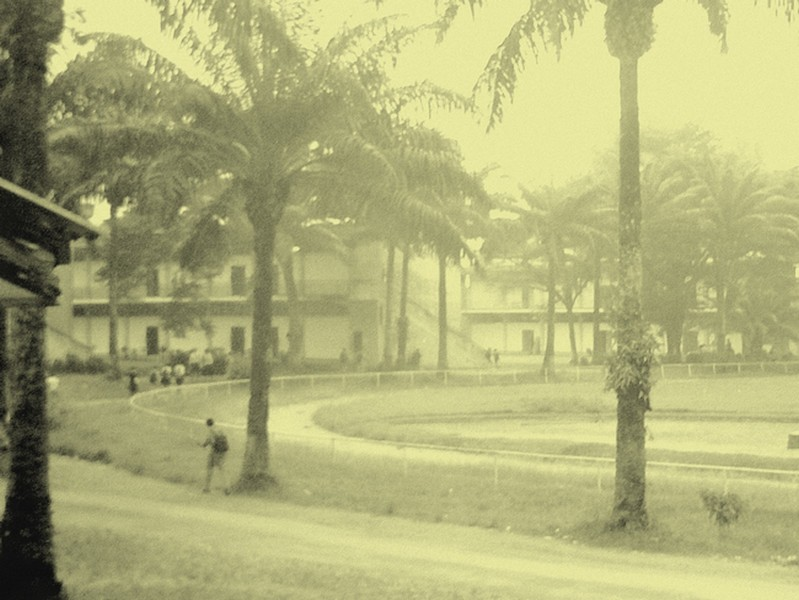
Le lycée dans les années 1950.

Le lycée a été créé et ouvert durant l’année scolaire 1945-1946 sous le nom de Cours secondaire protestant d’Abidjan, qui évolue rapidement pour devenir le « lycée classique d’Abidjan ». Pierre Paris, le premier proviseur, insiste pour que ce dernier soit ouvert aux jeunes Africains de l’Afrique-Occidentale française, car à l’origine, il était uniquement réservé aux Européens.
Situé au départ dans les locaux de l'actuel Collège Moderne du Plateau, centre administratif et commercial d'Abidjan, il est transféré sur le site actuel à Cocody sous le nom de collège classique d'Abidjan. Il devient lycée classique d'Abidjan en 1966 avec des classes allant de la quatrième à la terminale. C'est à partir de 1969 qu'il épouse sa structure actuelle avec des classes de seconde, première et terminale.
Le lycée classique d'Abidjan a été dirigé par des assistants techniques français de 1945 à 1970, puis par la suite exclusivement par des ressortissants ivoiriens.

## Évolution du type d’enseignement proposé
- 1946-1947 : Cours secondaire d'Abidjan de la 6e à la 2de[3]
- 1947-1949 : Collège classique d'Abidjan de la 6e à la 1re[3]
- 1950-1953/1954 : Collège classique d'Abidjan de la 6e à la TLe[3]
- 1955-1966/1967 : Lycée classique d'Abidjan de la 4e à la TLe[3]
- 1968-1969 : Lycée classique d'Abidjan de la 3e à la TLe[3]
- Depuis 1970 : Lycée classique d'Abidjan de la 2de à la TLe[3]

## Environnement et études au lycée

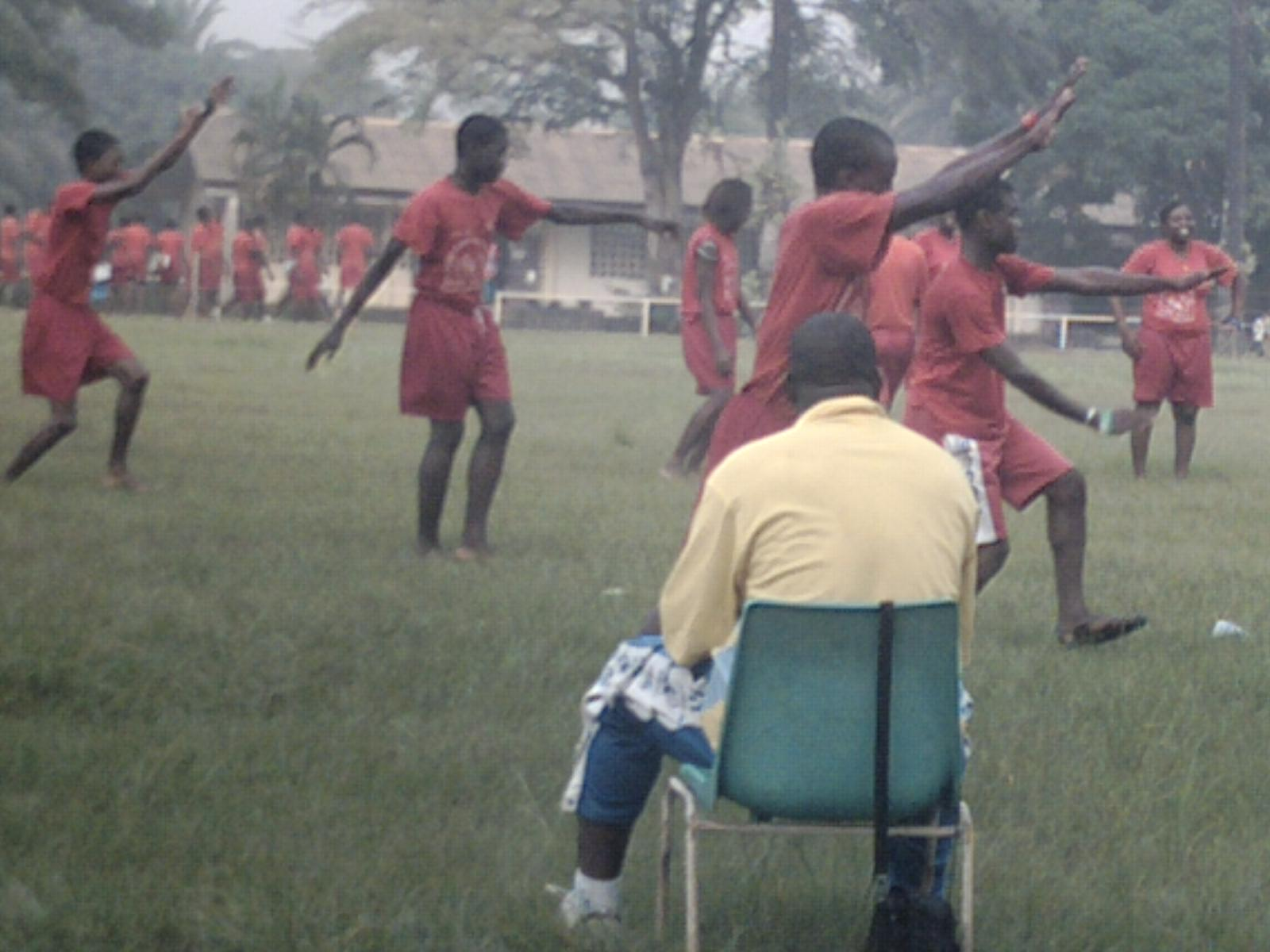
Terrain de sport du lycée.

Le lycée accueille environ 4 000 élèves chaque année, et est réputé pour la rigueur de son enseignement et de ses professeurs. Le lycée dispose d’environ 80 classes dont 72 fonctionnelles, de 2 grands terrains et d’une multitude d’espaces de jeux.
En matière d'infrastructure, Le lycée classique d'Abidjan est bâti sur une emprise d'une dizaine d'hectares et compte 9 bâtiments. Le lycée dispose de 21 bureaux aménagés pour le personnel administratif et d'encadrement, 1 salle pour les archives, 1 centre de documentation et d'information (CDI) non fonctionnel, 1 salle informatique, 1 salle multimedia offerte par la structure MTN, 2 salles des professeurs 1 infirmerie, 2 grands terrains de football, 3 terrains de basketball, 2 terrains de handball, 2 terrains de volleyball et d’une multitude d’espaces de jeux.
Le lycée a chaque année des résultats qui sont bien supérieurs à la moyenne nationale, cela étant principalement dû à la sélection qui a lieu à l’entrée du lycée. Le lycée classique d’Abidjan chargé d’une tradition d’excellence est réputé pour avoir formé plusieurs leaders du pays.
Les élèves du lycée classique sont communément appelés les « caïmans ».

## Anciens élèves
- Charles Blé Goudé
- Isaach de Bankolé
- Yacine Idriss Diallo
- Jean-Jacques Béchio
- Sanga Marcelin
- Gauz
- Simone Gbagbo
- Laurent Gbagbo
- Jean-Baptiste Gomont Diagou
- Daniel Kablan Duncan
- Djéni Kobina
- Gnamien Konan
- Adolphe Konan Saraka
- Amadou Koné
- Kouassi Kouamé Patrice
- Philippe Lacôte
- Mohamed Lamine Fadika
- Philippe Mangou
- Damana Pickass
- Tidjane Thiam
- Francis Wodié

## Anciens professeurs
- Laurent Gbagbo
- Jean-Marie Adiaffi
- Hubertine Rose Éholie
- Joachim Bony

## Chefs d'établissement depuis 1945
- 1945-1954 M. PARIS Pierre (Français)[2]
- 1954-1959 M. CHOTARD André (Français)[2]
- 1959-1961 M. CARNET Jean (Français)[2]
- 1961-1963 M. GIOUD Antoine (Français)[2]
- 1963-1964 M. THOMAS Maurice (Français)[2]
- 1964-1970 M. LTREYTE Roland (Français)[2]
- 1970-1972 M. DOUMBIA Mory (Ivoirien)[2]
- 1972-1973 M. N'GUESSAN K. Noël (Ivoirien)[2]
- 1973-1977 M. KOFFI Joachim (Ivoirien)[2]
- 1977-1979 M. N'GUESSAN N'gbala (Ivoirien)[2]
- 1979-1981 M. SARR Assana (Ivoirien)[2]
- 1981-1983 M. SORO Tiorna Rémy (Ivoirien)[2]
- 1983-1985 M. SALL Souleymane (Ivoirien)[2]
- 1985 à mars 1990 M. BEUGRE Kpo Jean Laurent. (Ivoirien)[2]
- mars 1990 à déc.1990 M. EKRA Kouassi Kan (Ivoirien)[2]
- 1991-1994 M. DIOLORI Adé Louis (Ivoirien)[2]
- 1994-2002 Mme ADOU Dorcas (Ivoirienne)[2]
- 2002-2005 M.  TAYOU Djidja (Ivoirien)[2]
- 2005-2009 M.SYLLA Lassinan (Ivoirien)[2]
- 2009-2011 M. KOUAMENAN Bosson Albert (Ivoirien)[2]
- 2011-2020 M. KONE Alain-Victor (Ivoirien)[2]
- 2020 à ce jour M. N'DJA  Kolé Jean-Baptiste (Ivoirien)[2]